# La stigliatura della canapa
La stigliatura della canapa, nota anche come La strigliatura della canapa, è un dipinto a olio realizzato nel 1889 dal pittore italiano Francesco Filippini, misura 101 x 175 centimetri, ed è esposto nella Pinacoteca di Brera.
La stigliatura della canapa di Filippini ha vinto il Premio Mylius nel 1889.

## Esposizioni
- Esposizione triennale italiana di belle arti del 1891, Milano